# Obménovo
Obménovo (en rus: Обменово) és un poble de l'óblast de Kurgan, a Rússia, que en el cens del 2010 tenia 5 habitants. Segons la font que es tingui en compte, la seva història es remunta al 1756 o el 1759.